# Dareke Young
Dareke Young (Raleigh, 4 giugno 1999) è un giocatore di football americano statunitense che milita nel ruolo di wide receiver per i Seattle Seahawks della National Football League (NFL).

## Carriera professionistica

### Seattle Seahawks
Al college Young giocò a football alla Lenoir–Rhyne University. Fu scelto nel corso del settimo giro (233º assoluto) del Draft NFL 2022 dai Seattle Seahawks. Debuttò come professionista nel Monday Night Football del primo turno vinto contro i Denver Broncos giocando come ricevitore di riserva e negli special team. Le prime due ricezioni in carriera le fece registrare nella gara dell'ultimo turno su passaggio del quarterback Geno Smith per 24 yard. La sua stagione da rookie si chiuse con 13 presenze, nessuna delle quali come titolare.
Il 4 settembre 2023 Young fu inserito in lista infortunati. Tornò nel roster attivo l'11 novembre. La sua seconda stagione si chiuse con sei presenze, senza ricevere alcun passaggio.